# Treasury
Treasury (Engels voor 'schatkist') staat voor het beheren van de 'treasures', de schatten, het geld van de onderneming.

## Geschiedenis
De financiële markten hebben zich de afgelopen decennia in een hoog tempo ontwikkeld. Dit heeft niet alleen invloed op de banken en financiële instellingen, maar het beïnvloedt ook de grote en middelgrote ondernemingen. Deze ontwikkelingen bieden voor ondernemingen zowel kansen als bedreigingen. Om kansen te benutten en de bedreigingen af te wenden moet men voldoende knowhow bezitten. De afdeling administratie in de enge zin bezit deze kennis over het algemeen niet en dit is dan ook de reden dat vele bedrijven een treasuryfunctie creëren. Deze afdeling heeft tot doel kennis te ontwikkelen op het gebied van treasury en dit toe te passen op de praktijksituatie.

## Financiële doelstellingen
Elke onderneming heeft naast de commerciële en technische doelstellingen bewust of onbewust twee financiële doelstellingen. Dat zijn een zo groot mogelijke winstgevendheid en een zo sterk mogelijke financiële structuur om de continuïteit te waarborgen. De essentie van de treasuryfunctie is hier uit af te leiden. Het gaat om de beheersing, door besturing en bewaking, van financiële posities (voorraadgrootheden) en de aan deze posities en stromen verbonden kosten en risico's.

## Treasurydoelen
Voor de treasuryfunctie zijn hieruit twee afgeleide doelstellingen te bepalen, dat zijn:
- een zodanige financiële structuur opbouwen, dat blijvend (tegen aanvaardbare voorwaarden) toegang tot de vermogensmarkt wordt verkregen;
- de zorg voor een optimale financiële logistiek. In navolging van het logistieke goederen proces omvat het financiële logistieke proces de kasstromen en de voorraadposities (van de liquide middelen). Het geheel speelt zich af in een netwerk met banken en andere financiële partijen, dat wordt aangeduid als de financieel-logistieke structuur.

De treasuryfunctie werd in beperkte mate al uitgevoerd bij Amerikaanse ondernemingen in de 17e eeuw. Door de decentralisatie van het bankwezen nam de complexiteit van het betalingsverkeer toe. In navolging hiervan ontstonden in Europa sinds begin jaren 70 treasuryafdelingen in eerste instantie bij de grotere ondernemingen. Als directe oorzaak hiervan kan men twee ontwikkelingen aanwijzen:
- door de oliecrisis waren er hoge rentestanden en forse schommelingen in de wisselkoersen;
- de opkomst van de Euro-Dollar markt en de daaraan gekoppelde sterke internationalisatie.

In die tijd combineerde de treasures de taken van de hoofdkassier, een functie die al lang bestond bij de meeste ondernemingen, met de externe contacten van de financieel directeur als het om besprekingen met bankiers gaat.
De treasuryfunctie is zeker niet bij elk bedrijf aanwezig. Een groeiend aantal bedrijven ziet in dat het onvoldoende is om te denken in termen van winst en rendementen, maar dat het sturen van kasstromen ook van groot belang is voor de continuïteit van het bedrijf. De nadruk binnen organisaties verschuift van winstdenken naar kasstroomdenken. Een treasuryafdeling zorgt voor deze centrale sturing van kasstromen. Door de kasstromen vanuit een centraal oogpunt te bekijken is het mogelijk met risico's, die ontstaan gedurende de uitvoering, op structurele wijze rekening te houden.

## Risico's
Binnen het kader van de treasuryfunctie is er een aantal risico's:
- Valutarisico - Het valutarisico betreft het risico van veranderingen in de verlies- en winstrekening of de balans door een mutatie van een valuta. Dit kan betrekking hebben op een valuta waar men in handelt of waarin een concurrent handelt.
- Renterisico - Renterisico houdt in dat door veranderingen in de rentestand het resultaat van een onderneming verandert.
- Kredietrisico - Het kredietrisico is het risico dat de tegenpartij of de bank van de tegenpartij niet aan haar contractuele verplichtingen kan voldoen.
- Liquiditeitsrisico - Liquiditeitsrisico is het risico dat men over onvoldoende middelen beschikt om aan de directe verplichtingen te voldoen. Het risico hangt in praktijk sterk samen met de solvabiliteit van een onderneming. Voor solvabele ondernemingen is het makkelijker om extra kredietfaciliteiten aan te trekken dan voor niet solvabele ondernemingen.
- Solvabiliteitsrisico - Solvabiliteitsrisico is het risico dat eigen vermogen of garantievermogen onvoldoende is om op lange termijn aan de verplichtingen te voldoen. Daarnaast behelst dit risico het voldoen aan de verplichtingen bij een faillissement.

## Vijf deelgebieden
De treasuryfunctie is de functie die zich bezighoudt met de volgende vijf deelgebieden, waarvan elk van deze vijf deelgebieden zijn eigen risico afdekt.
| deelgebied                              | risico                            |
| --------------------------------------- | --------------------------------- |
| 1 cashmanagement                        | liquiditeitsrisico                |
| 2 werkkapitaalbeheer                    | liquiditeitsrisico, kredietrisico |
| 3 ondernemingsfinanciering              | solvabiliteitsrisico              |
| 4 rente- en valutamanagement            | valutarisico, renterisico         |
| 5 overige treasurytaken (zie hieronder) | ~                                 |

Hierbij wordt gebruikgemaakt van de meest ruime opvatting van de treasuryfunctie. Binnen de literatuur is er geen eenduidigheid over deze functieomschrijving. Men rekent vaak het werkkapitaalbeheer en de overige taken, zoals verzekering en belasting tot de verantwoordelijkheid van de controller of de administratie. De primaire functies van de treasury zijn dan ook: "cashmanagement", rente- en valutamanagement en "corporate finance".

## Organisatie
De organisatie is bepalend voor de omvang en de samenstelling van de treasurytaak. Zie hiervoor uitvoering Treasury.

## Overige treasurytaken
Binnen een treasuryafdeling kan een grote mate van deskundigheid aanwezig zijn. Zeker binnen kleine tot middelgrote bedrijven is het nuttig deze expertise ook in te zetten bij andere financiële beheersfuncties, zoals:
- verzekeringen
- belastingen
- subsidies
- pensioenen
- Investor Relations

Binnen grotere ondernemingen zijn de bovengenoemde functies meestal opgenomen in aparte afdelingen.